# Ioana Papuc
Ioana Papuc (ur. 4 stycznia 1984 w Kimpulungu Mołdawskim) – rumuńska wioślarka, dwukrotna medalistka olimpijska.
Oba medale zdobyła jako członkini rumuńskiej ósemki, która od ponad dwudziestu lat nie schodzi z olimpijskiego podium. W Atenach z koleżankami sięgnęła po złoto, cztery lata później była trzecia.

## Osiągnięcia
- Mistrzostwa Europy – Poznań 2007 – ósemka – 1. miejsce[2].
- Mistrzostwa Europy – Ateny 2008 – ósemka – 1. miejsce[2].
- Igrzyska Olimpijskie – Pekin 2008 – ósemka – 3. miejsce[2].